# Falsohomaemota novaecaledonica
Falsohomaemota novaecaledonica är en skalbaggsart som beskrevs av Hayashi 1961. Falsohomaemota novaecaledonica ingår i släktet Falsohomaemota och familjen långhorningar. Inga underarter finns listade i Catalogue of Life.